# Буц, Иван Феофанович
Иван Феофанович Буц (12 сентября 1901, Самарская губерния, Российская империя — 8 января 1972, село Мичурино, Тельмановский район, Донецкая область, Украинская ССР) — председатель колхоза имени Тельмана Тельмановского района Сталинской области, Украинская ССР. Герой Социалистического Труда (1950).

## Биография
Родился в 1901 году в крестьянской семье в одном из сельских населённых пунктов Самарской губернии (по другим сведениям — на территории современной Донецкой области). Со второй половины 1940-х годов — председатель колхоза имени Тельмана Тельмановского района с центральной усадьбой в селе Мичурино Тельмановского района.
За короткое послевоенное время вывел колхоз в число передовых сельскохозяйственных производств Тельмановского района и стал многоотраслевым хозяйством. Общая земельная колхозная площадь составляла 5169,2 гектара, в том числе пашни — 3325,5 гектара. Занимался социально-культурным и промышленным села Мичурино, которое было центральной колхозной усадьбой. Под его руководством в селе были построены новые четырёхкомнатные квартиры, ферма крупного рогатого скота на сто голов, два свинарника на 500 голов, птичник на 2000 голов, две конюшни на 50 лошадей, зернохранилище ёмкостью 500 тонн зерна, известковый завод, кирпичный завод с производительностью 500 тысяч кирпичей в год. Развивал в колхозе пчеловодство, животноводство, садоводство, овощеводство.
В 1949 году обеспечил сдачу государству в среднем с каждого гектара по 26 центнеров подсолнечника с площади 86 гектаров. Указом Президиума Верховного Совета СССР от 2 июня 1950 года удостоен звания Героя Социалистического Труда за «получение высоких урожаев пшеницы и подсолнечника при выполнении колхозом обязательных поставок и контрактации по всем видам сельскохозяйственной продукции, натуроплаты за работу МТС в 1949 году и обеспеченности семенами всех культур для полной потребности для весеннего сева в 1950 году» с вручением ордена Ленина и золотой медали «Серп и Молот» (№ 5033).
Этим же указом званием Героя Социалистического Труда были награждены звеньевые Мария Георгиевна Бондарева, Анастасия Васильевна Голодухина, Ксения Григорьевна Гончарова, Анна Андреевна Мормуль, Матрёна Степановна Потапова, Прасковья Ивановна Проценко, Ольга Петровна Федоренко и Мария Григорьевна Федорюк.
В конце 1950 года к колхозу имени Тельмана были присоединены соседние отстающие колхозы «Красная Звезда» и «Заветы Ильича».
После выхода на пенсию проживал в селе Мичурино. Умер в январе 1972 года.
Награды
- Герой Социалистического Труда
- Орден Ленина
- Медаль «За трудовое отличие» (26.02.1958)